# Idarubicyna
Idarubicyna (łac. idarubicinum) – organiczny związek chemiczny, syntetyczny antybiotyk o działaniu antymitotycznym i cytostatycznym należący do grupy antracyklin.

## Działanie
Lek wbudowuje się w DNA, wchodzi w interakcję z topoizomerazą II, powodując zatrzymanie syntezy kwasów nukleinowych. Działa najaktywniej w fazie S.

## Farmakokinetyka
Dzięki silnej lipofilności lek ma zwiększone powinowactwo do komórek (zwiększony wychwyt). Przenika do płynu mózgowo-rdzeniowego. Czynnym metabolitem leku jest idarubicynol (mniej kardiotoksyczny i o dłuższym czasie półtrwania).

## Wskazania
Zastosowanie: ostra białaczka nielimfoblastyczna, ostra białaczka limfoblastyczna, szpiczak mnogi, drugi rzut w zaawansowanym raku sutka.

## Przeciwwskazania
Nadwrażliwość na antracykliny, niewydolność nerek, niewydolność wątroby, ciężkie zakażenia, supresja szpiku po uprzedniej terapii, choroby serca.

## Objawy niepożądane
- mielosupresja – leukopenia, trombocytopenia
- kardiotoksyczność – zastoinowa niewydolność serca, zaburzenia rytmu serca
- przejściowe wyłysienie
- zapalenie – przełyku, błon śluzowych
- objawy grypopodobne
- biegunki i wymioty
- osłabienie odporności – zwiększenie podatności na różne infekcje
- podwyższenie poziomu enzymów wątrobowych i bilirubiny

## Ciąża i karmienie piersią
Kategoria D – nie stosować. W trakcie leczenia przerwać karmienie.

## Dawkowanie
Podawanie dożylne:
- ostra białaczka nielimfoblastyczna

1. 10–12 mg/m² na dzień przez 3 dni w skojarzeniu z cytarabiną,
2. 8 mg/m² na dzień przez 5 dni (monoterapia).

- ostra białaczka limfoblastyczna

1. 10–12 mg/m² na dzień przez 3 dni (dorośli),
2. 10 mg/m² na dzień przez 3 dni (dzieci).

Na ogół stosuje się redukcję dawki o 50%, jeśli stężenie bilirubiny i kreatyniny mieści się w przedziale 1,2–2 mg/100 ml.

## Preparaty
Zavedos, proszek do sporządzania roztworów do wstrzykiwań, 5 mg lub 10 mg